# NGC 6687
NGC 6687 est une galaxie spirale diffuse située dans la constellation du Dragon. Sa vitesse par rapport au fond diffus cosmologique est de 6 934 ± 38 km/s, ce qui correspond à une distance de Hubble de 102,3 ± 7,2 Mpc (∼334 millions d'al). NGC 6687 a été découverte par l'astronome américain Lewis Swift en 1887.
En raison d'une brillance de surface égale à 14,48 mag/am2, on peut qualifier NGC 6687 de galaxie à faible brillance de surface (LSB en anglais pour low surface brightness). Les galaxies LSB sont des galaxies diffuses (D) avec une brillance de surface inférieure de moins d'une magnitude à celle du ciel nocturne ambiant.